# Pierre d'Abernon
Pour les articles homonymes, voir Peckham (homonymie).
 (février 2019).
Si vous disposez d'ouvrages ou d'articles de référence ou si vous connaissez des sites web de qualité traitant du thème abordé ici, merci de compléter l'article en donnant les références utiles à sa vérifiabilité et en les liant à la section « Notes et références ».
Pierre d'Abernon, ou Pierre of Peckham ou Fetcham en anglais, né et mort au XIIIe siècle (floruit 1267–1276), est un poète anglo-normand.

## Biographie
D’une famille originaire d’Abernon qui possédait des biens considérables dans le Surrey et le Cambridgeshire, Pierre d’Abernon a traduit du latin le Secret des secrets, leçon de politique et de morale où se trouve affirmé le principe que le bon gouvernement est celui qui a une bonne constitution. Il a ensuite rédigé La Lumere as lais (« La Lumière des laïques »), sorte de traité de théologie traduit en vers d'un ouvrage en latin composé par Pierre de Fécamp.
Mes or priez : pur Deu amur,

En cest fin pur le translatur

De cest livre, ki Pierre a nun

K’estreit est de ces d’Abernon

## Œuvres
- La Lumere as lais, Éd. Glynn Hesketh, London, Anglo-Norman Text Society, 2000,  (ISBN 0-905474-39-2)